# Hierapolis
Hierapolis (haɪəˈræpəlɪs / (starogrško: Ἱεράπολις, lit. 'Sveto mesto') je bilo starogrško mesto pri vročih izvirih v klasični Frigiji v jugozahodni Anatoliji. Njegove ruševine mejijo na sodobno mesto Pamukkale v Turčiji in trenutno sestavljajo arheološki muzej, ki je tudi na seznamu Unescove svetovne dediščine.
Vroči izviri so se uporabljali kot zdravilišče že od 2. stoletja pred našim štetjem, z mnogimi strankami, ki so se tu zdravili ali umirali. Velika nekropola je napolnjena s sarkofagi, najbolj znan je Marcus Aurelius Ammianos, z reliefom, ki prikazuje najstarejši znan primer mehanizma z ročico in ojnico.
Velike kopeli so bile zgrajene iz ogromnih kamnitih blokov brez uporabe cementa in so bile sestavljene iz različnih zaprtih ali odprtih odsekov, povezanih med seboj. V notranjoati so globoke niše, vključno s kopelmi, knjižnico in gimnazijo.

## Geografija
Hierapolis je v dolini Büyük Menderes (klasični Meander), ki meji na sodobni turški mesti Pamukkale in Denizli. Leži se v notranji egejski regiji Turčije, ki ima večino leta zmerno podnebje.

## Zgodovina

### Antični Hieropolis
O nastanku mesta je znanih le nekaj zgodovinskih dejstev. Niso našli nobenih sledi o Hetitih ali Perzijcih. Frigijci so zgradili tempelj, verjetno v prvi polovici 7. stoletja pred našim štetjem. Ta tempelj, ki so ga prvotno uporabljali državljani bližnjega mesta Laodiceja, je kasneje tvoril središče Hierapolisa.
Hierapolis je bil ustanovljen kot termalno zdravilišče zgodaj v 2. stoletju pred našim štetjem na področju Selevkidskega cesarstva. Antioh III. Veliki je iz Babilona in Mezopotamije poslal 2000 židovskih družin v Lidijo in Frigijo, kasneje se jim jih je pridružilo še več iz Judeje. Židovska skupnost je rasla v Hierapolisu in je bila leta 62 pr. n. št. ocenjena na 50.000 .
Mesto so razširili s plenom iz bitke pri Magneziji leta 190 pred našim štetjem, kjer je Antioh Veliki premagal rimskega zaveznika Evmena II.. Po Apamejskem sporazumu, s katerim je bila končana rimsko-sirska vojna, je Evmen priključil večji del Male Azije, vključno s Hierapolisom.
Hierapolis je postal zdravilni center, kjer so zdravniki uporabljali termalne vrelce za zdravljenje svojih pacientov. Mesto je v 2. stoletju pred našim štetjem začelo kovati bronaste kovance. Ti kovanci nosijo ime Hieropolis. Nejasno je ali se je to ime nanašalo na prvotni tempelj (ἱερόν – hieron) ali čaščenje Hiere, žene Telefa, sina Herakleja in misijske princese Auge, domnevnega ustanovitelja pergamonske rodbine Atalidov	. To ime se je sčasoma spremenilo v Hierapolis ('sveto mesto')  zaradi velikega števila templjev, po opisu bizantinskega geografa Štefana.

### Rimski Hierapolis
Ko je leta 133 pred našim štetjem Atal III. umrl, je svoje kraljestvo zapustil Rimu. Hierapolis je tako postal del rimske province Azije. Leta 17 n. št., v času vladavine cesarja Tiberija, je mesto uničil velik potres.
Medtem ko je bil v Efezu, je bila pod vplivom krščanskega apostola Pavla tu ustanovljena cerkev . Krščanski apostol Filip je tu preživel zadnja leta svojega življenja . Mestni martirij naj bi bil zgrajen na mestu, kjer je bil leta 80. Filip križan. Njegove hčere naj bi tudi delovale kot prerokinje v regiji.
Leta 60, med Neronovo vladavino, je še močnejši potres zapustil mesto popolnoma v ruševinah. Kasneje so mesto obnovili v rimskem slogu s cesarsko finančno podporo. V tem obdobju je mesto doseglo današnjo obliko. Gledališče je bilo zgrajeno leta 129 za obisk cesarja Hadrijana. Obnovljen je bil v času Septimija Severa (193–211). Ko je leta 215 mesto obiskal Karakala, mu je podelil močno zaželen naslov neocoros, z določenimi privilegiji mesta in pravico do svetišča. To je bila zlata doba Hierapolisa. Na tisoče ljudi je izkoristilo zdravilne lastnosti vrelcev. Začeli so se novi gradbeni projekti: dve rimski kopališči, gimnazij, več templjev, glavna ulica s kolonado in vodnjak ob vročem izviru. Hierapolis je postal eno najvidnejših mest v rimskem cesarstvu na področju umetnosti, filozofije in trgovine. Mesto je zraslo na 100.000 prebivalcev in postalo premožno. Cesar Valens je med svojim pohodom proti Sasanidu Šapurju II. leta 370 opravil zadnji cesarski obisk mesta.
V 4. stoletju so kristjani napolnili Plutonova vrata (ploutonion) s kamni, kar kaže, da je krščanstvo postalo prevladujoča religija in začela izpodrivati druge vere na tem območju. Ob prvem obisku Phrygia Pacatiana , je bizantinski cesar Justinijan I. leta 531. škofa Hierapolisa postavil na mesto metropolita. Rimske kopeli so bile spremenjene v krščansko baziliko. V času bizantinskega obdobja je mesto še naprej cvetelo in je tudi ostalo pomembno središče krščanstva.

### Srednjeveški Hierapolis
V začetku 7. stoletja so mesto opustošili najprej perzijska vojska, nato pa še en uničevalni potres, in  potrebno je bilo precej časa, da si je mesto opomoglo.
V 12. stoletju je območje prešlo pod nadzor seldžuškega sultanata Konya, preden je leta 1190 padlo pod križarji pod Friderikom Barbarosso in njihovimi bizantinskimi zavezniki. Približno trideset let pozneje je bilo mesto opuščeno, preden so Seldžuki v 13. stol. Zgradili grad. Novo naselje je bilo opuščeno v poznem 14. stoletju. Leta 1354 je velik trakijski potres porušil ostanke antičnega mesta. Ruševine so bile počasi prekrite z debelo plastjo apnenca.

### Sodobna izkopavanja
Hierapolis je nemški arheolog Carl Humann prvič izkopaval med junijem in julijem 1887. Njegovi zapiski o izkopavanju so bili objavljeni v knjigi Altertümer von Hierapolis leta 1889 . Izkopavanja so bila precej splošna in so vključevali številne sondažne luknje. Slavo je pridobil s svojim poznejšim odkritjem Pergamonskega oltarja, ki je bil rekonstruiran v Pergamonskem muzeju v Berlinu.
Potem ko so v 20. stoletju velike apnenčaste tvorbe vročih vrelcev znova postale znane, so jih spremenili v turistično znamenitost z imenom 'Bombažna palača' (Pamukkale). Starodavno mesto so popotniki znova odkrili, delno pa so ga uničili tudi novi hoteli, ki so bili zgrajeni. Te zgradbe so bile v zadnjih letih odstranjene; vendar je bil bazen enega hotela ohranjen in je (za plačilo) mogoče plavati med starodavnimi kamnitimi ostanki.
Izkopavanja so se resno začela leta 1957, ko so na tem mestu začeli delati italijanski znanstveniki pod vodstvom Paola Verzoneja. Te študije so se nadaljevale v letu 2008, ko se je začela obnova lokacije.  Ponovno so postavili velike stebre ob glavni ulici ob vratih, imenovanih po Domicijanu. Razstavljene so bile tudi številne hiše iz bizantinskega obdobja, vključno s hišo z dvoriščem iz 11. stoletja. Številni kipi in frizi so bili prepeljani v muzeje v London, Berlin in Rim. Leta 1970 je bil na mestu nekdanjih rimskih kopališč zgrajen arheološki muzej Hierapolis.

## Strukture
Helenistično mesto je bilo zgrajeno na mreži ulic, ki potekajo vzporedno ali pravokotno na glavno cesto. Glavna ulica je tekla od severa proti jugu blizu pečine s travertinskimi terasami. Dolga je bila približno 1500 metrov in široka 13,5 metra in je bila na obeh straneh obrobljena z arkado. Na obeh koncih glavne ulice so bila monumentalna vrata, obdana s kvadratnimi stolpi, zgrajena iz masivnih kamnitih blokov. Stranske ulice so bile široke približno 3 metre. Druga vrata, Domicijanova vrata, so bila blizu severnih mestnih vrat. Ta slavolok ob okroglih stolpih je sestavljen iz treh lokov in ga je zgradil prokonzul Julius Frontinus (84–86). [9]
Mesto so večkrat obnavljali po večjih potresih in izboljšali pred različnimi cesarskimi obiski zdravilnih izvirov. Poleg tega je Septimij Sever v Hierapolisu zgradil številne nove stavbe v zahvalo svojemu tajniku Antipaterju, rojenemu v Hierapolisu, ki je tudi poučeval cesarjeva dva sinova.

### Glavna ulica in vrata

#### Frontinusova vrata
To je monumentalni vhod v rimsko mesto in vodi na velik plato, širok 14 m, ki prečka celotno naselje, izstopi na vrata na nasprotni strani in se poveže s cesto, ki gre v Laodicejo na Likosu in nato Colossae. Dobro je ohranjena struktura s tremi odprtinami, iz skrbno kvadratnih travertinskih blokov, z elegantnimi loki, okrašenimi s preprostim vencem, ob straneh z dvema okroglima stolpoma, ki spominjata na helenistična mestna vrata, kot je na primer Pamfilijsko mesto Perge, blizu Antalye.

#### Severna bizantinska vrata
Severna vrata so del fortifikacijskega sistema, zgrajenega v Hierapolisu v Teodozijevih časih (konec 4. stoletja) in predstavljajo monumentalen vhod, ki ga spremljajo simetrična vrata na jugu mesta. Zgrajena iz ponovno uporabljenega materiala iz rušenja agore, so obkrožena z dvema kvadratnima stolpoma. Pred vrati so bili štirje veliki marmornati nosilci z glavami levov, panterja in gorgone. So zelo izrazite in čeprav so pripadale antičnim zgradbam, so očitno ponovno uporabljene kot apotropejični elementi na obeh straneh vrat, da bi odvračale zlo.

### Gledališče
Gledališče je bilo verjetno zgrajeno pod vladavino Hadrijana po potresu leta 60 . Fasada je dolga 91 m in še vedno stoji v celotnem obsegu. V cavei je 50 vrst sedežev, razdeljenih na 7 delov z 8 vmesnimi stopnišči. Diazoma - pot, ki je caveo razdelila na dva dela, je vstopila skozi dva obokana prehoda (vomitorium). Na sredini cavee je cesarska loža in 1,83 m stena, ki obdaja orkestro.
V času vladanja Septimija Severa v začetku 3. stoletja so stare  scaenae frons nadomestile nove, bolj monumentalne, v treh nadstropjih in ob katerih sta bili postavljeni dve impozantni stranski vhodni stavbi. Na različnih nadstropjih so bili reliefi z mitološkimi predmeti, posvečeni napisi pa so se vrstili po entablaturah. Preoblikovanje je bilo izjemno zaradi velikosti konstrukcij, visoke kakovosti izdelave in uporabljenih materialov.
Obnovljen je bil tudi avditorij, ki je starodavne apnenčaste sedeže nadomestil z drugimi v marmorju in narejen visok podij na orkestri, da bi stavbo prilagodili organizaciji borb z živalmi in gladiatorske šole.
Potres v Hierapolisu v 7. stoletju je povzročil propad celotne zgradbe, pa tudi dokončno opuščanje mesta. Od 18. stoletja dalje so postale izrazite ruševine spomenika ponavljajoča se tema v opisih in gravurah evropskih popotnikov.
Septimij Sever je v reliefu upodobljen skupaj z ženo Julijo Domno, s svojima dvema sinovoma Karakalo in Getom ter bogom Jupitrom. Leta 352 so orkestro verjetno spremenili v areno za vodne igre, ki so postale modne. Oder, visok 3,7 m, je imel 5 vrat in 6 niš. Pred njimi je bilo 10 marmornatih stebrov, okrašenih z izmeničnimi pravokotnimi in ukrivljenimi segmenti. Zid za skeno je bil okrašen s tremi vrstami stebrov, eden za drugim. Stebri v sprednji vrsti nimajo kanelur in so stali na osmerokotni podlage.
Avditorij je bil sestavljen iz zložljivih sedežev s kapaciteto 15.000 in je bil razdeljen z glavnim prehodom. Na njem je bila cesarska loža. Spodnji del je imel prvotno dvajset vrst, zgornji del pa petindvajset, v celoti pa je ohranjenih le trideset vrst. Avditorij je razdeljen na devet sekcij z osmimi navpičnimi prehodi s stopnicami. Proskenij je bil sestavljen iz dveh nadstropij z okrašenimi nišami na straneh. Italijanska arheološka ekipa je izkopala več kipov, reliefov (vključno z upodobitvami Apolona, Dioniza in Diane) ter dekorativne elemente in jih je mogoče videti v lokalnem muzeju.
Gledališče je bilo predmet pomembnih restavriranj med letoma 2004 in 2014.

### Apolonov tempelj
Tempelj je bil postavljen Apolonu Lairbenosu, glavnemu bogu mesta v poznem helenističnem obdobju . Ta Apolon je bil povezan s starodavnim anatolskim bogom sonca Lairbenosom in bogom oraklja Kareiosom. Lokacija je vsebovala tudi templje ali svetišča Kibele, Artemide, Plutona in Pozejdona. Zdaj so ostali samo temelji helenističnega templja. Tempelj je stal v peribolosu, dvorišču zaprtem s steno, (15 x 20 metrov) v dorskem slogu.
Strukture templja so pozneje, čeprav prisotnost dveh jonskih kapitelov v muzeju, pa tudi korintski kapitel iz 1. stoletja našega štetja in drugi arhitekturni fragmenti vodijo arheologe, da sklepajo na obstoj zgodnejšega templja na tem mestu.
Tempelj, ki ima marmornato stopnišče, leži v svetem območju, dolg približno 70 metrov. Obdajala ga je ograjena stena (temenos). Zadnji del templja je bil obrnjen proti hribu, peribolos je bil na preostalih južnih, zahodnih in severnih straneh obdan z marmornatim portikom, ki je bil delno izkopan. Ta portik ima pilastre kot dorske polstebre s kanelurami, ki podpirajo kapitele, ki so spodaj okrašeni z vrsto astragali in kapljami in na ehinusu je niz ovolov.
Novi tempelj je bil v 3. stoletju na rimski način rekonstruiran iz kamnitih blokov starejšega templja. Bil je manjši, zdaj je ostalo le marmorno dno. 
Tempelj Apolona je bil namerno zgrajen nad aktivnim prelomom . Ta prelom se je imenoval Plutonion. Bil je najstarejše versko središče lokalne skupnosti, kraj, kjer se je Apolon srečal s Kibelo. Govorilo se je, da lahko v jamo vstopi samo duhovnik Velike matere, ne da bi ga premagali škodljivi podzemni plini. Templji, posvečeni Apolonu, so bili pogosto zgrajeni na geološko aktivnih mestih, vključno z njegovim najslavnejšim, templjem v Delfih .
Ko je krščanska vera v 4. stoletju dobila uradni primat, je bil ta tempelj podvržen številnim skrunitvam. Del peribolosa je bil tudi razstavljen, da bi naredili prostor za velik nimfej.

### Ploutonion
Zraven tega templja in znotraj sakralnega območja je najstarejše lokalno svetišče, Plutonova vrata, ploutonion (starogrško: Πλουτώνειον), kar tukaj pomeni grškega boga Plutona. Ta plutonion je opisalo več antičnih piscev, med njimi Strabon, Kasij Dion in Damaskij. Je majhna jama, ki je ravno dovolj velika, da lahko en človek vstopi skozi ograjen vhod, v katerega se spustijo stopnice in iz katerega izhaja zadušljiv plin ogljikov dioksid, ki ga povzroča podzemeljska geološka aktivnost. Za 3 kvadratnimi metri pokrite komore je globoka razcep v skali, skozi katerega priteka hitro tekoča vroča voda, medtem ko sprošča plin, ki močno diši.
V zgodnjih letih mesta so se Kibelini evnuhi spustili v plutonion in se plazili po tleh po žepih kisika ali zadrževali dih. Ogljikov dioksid je težji od zraka in se zbira v votlinah. Duhovniki na ta način želeli pokazati, da so čudežno imuni na plin in prežeti z božjo zaščito.
Pred vhodom je bila zaprta površina 2000 kvadratnih metrov. Pokrival jo je debel sloj zadušljivega plina, ki je ubil vsakogar, ki si je drznil vstopiti vanj. Duhovniki prodajali ptice in druge živali, da so lahko preizkusili, kako smrtonosno je to zaprto območje. Obiskovalci bi lahko (za plačilo) spraševali  Plutonov orakelj. To je bil  za tempelj znaten vir dohodka. Vhod v plutonion je bil v krščanskih časih zazidan  in pred kratkim odkopan.

### Nimfej
Nimfej je znotraj svetega območja pred Apolonovim templjem. Izvira iz 2. stoletja našega štetja. Bilo je svetišče nimf, monumentalni vodnjak, ki je z domiselno mrežo cevi prinašal vodo hišam v mestu. Nimfej je bil popravljen v 5. stoletju v času bizantinske dobe. Zgrajen je bil zadrževalni zid z materialom iz peribolosa Apolonovega templja. S tem so zgodnji kristjani odrezali pogled na poganski tempelj. Bizantinska vrata so bila zgrajena v 6. stoletju. Zdaj so ostale le še zadnja stena in obe stranski steni. Stene in niše v stenah so bile okrašene s kipi. Italijanska arheološka ekipa je izkopala dva kipa svečenikov, ki sta zdaj na ogled v lokalnem muzeju.
Nimfej ima tloris v obliki črke U in je v nadaljevanju glavne ceste s kolonado. Kamnit tlak in drugi arhitekturni ostanki označujejo velik del ceste, ki je tekla skozi mesto v smeri sever-jug. Okoli so bili kipi in trgovine, pod tlemi so tekli kanali. 

### Nekropola
Mimo mestnega obzidja in travnika, po glavni cesti in mimo zunanjih kopališč (thermae extra muros), se razprostira obsežna nekropola več kot 2 kilometra daleč na obeh straneh stare ceste do frigijskega Tripolisa in Sard (sodobni Sart). Druga je južno od Laodikya do Closae. Nekropola sega od severnega do vzhodnega in južnega dela starega mesta. Večina grobnic je bila izkopana. Ta nekropola je ena najbolje ohranjenih v Turčiji. Večina od približno 1200 grobnic je bila zgrajena iz lokalnega apnenca, čeprav je bil uporabljen tudi marmor.
Večina grobnic izhaja iz poznega helenskega obdobja, veliko pa jih je tudi iz rimskega in zgodnjekrščanskega obdobja. Ljudje, ki so prihajali na zdravljenje v Hierapolis in domači prebivalci mesta so svoje mrtve pokopali v grobnice v skladu s svojimi tradicijami in socialno-ekonomskim statusom.
Grobnice in pogrebne spomenike lahko razdelimo na štiri tipe:
1. Preprosti grobovi za navadne ljudi.
2. Sarkofagi; nekateri so bili dvignjeni na podkonstrukcijo in drugi izvotljeni v skale. Mnogi so pokriti z dvokapno streho. Večina je zgrajena v marmorju in okrašena z reliefi in epitafi, ki prikazujejo imena in poklice pokojnikov ter poveličujejo njihova dobra dela. Ti epitafi so razkrili veliko o prebivalcih. Večina pa je bila izropana.
3. Krožni tumuli, ki jih je včasih težko prepoznati. Vsak od njih ima ozek vhod, ki vodi v obokani prostor.
4. Večji družinski grobovi, včasih monumentalni in spominjajo na majhne templje.

#### Severna nekropola
V Hierapolisu je veliko arhitekturnih grobišč, ki prikazujejo različne arhitekturne tehnike. Najstarejši grobovi so iz helenističnega obdobja (1. in 2. stoletje pred našim štetjem) in tumulusi, ki so na vzhodni strani vznožja. Kamen je pravilno rezan na valj bobna, ki veže vrh grobišča. Grobna soba je dostopna z dromosa.
Te grobnice so pripadale bogatim družinam. Grobnice revnih družin so bile vklesane v skalo in so preproste. Na severni strani mesta so grobovi obdani z obzidjem in imajo vrtove, okrašene s cvetjem in drevesi (zlasti cipreso). Grobni spomeniki, ki so v celoti izdelani iz travertina, prikazujejo različne simbolne oblike.

#### Žaga
Dvignjen relief na sarkofagu nekega Marcusa Aureliusa Ammianosa, lokalnega mlinarja, prikazuje najstarejši znani stroj z ročico in mehanizmom povezovalne palice. Na pedimentu je prikazano vodno kolo, ki ga napaja mlinščica, ki preko pogonskega sklopa z dvema okvirnima žagama reže pravokotne bloke s pomočjo povezovalnih palic in preko mehanskih povezav z ročicami (glej risbo). Spremni napis je v grščini.
Junija 2014 je bil sarkofag shranjen v muzeju Hierapolis in ni bil razstavljen.

#### Južna nekropola
Na desni strani so vidni znaki potresa. Veliko travertinsko območje je popolnoma porušeno. Pozornost pritegnejo pravokotni in sveti grobovi, ki so morda enostavnejši in starejši od nekropole. Med kopanjem so strokovnjaki v muzeju Denizli našli grob z dolgim napisom. Blizu so bili najdeni epigrafski marmorni bloki, ki so datirani v zgodnje helenistično obdobje. Na severni strani območja potekajo izkopavanja.
Na poti v Laodikeia in Colossae je še en grob, povezan z nekropolo. To je grob Tiberija Kladija Talamosa, čigar ime je bilo zapisano v dolgem epigrafu in pritegne pozornost zaradi podobnosti njegove fasade na domom.

## = Martirij
Martirij sv. Filipa stoji na vrhu hriba zunaj severovzhodnega dela mestnega obzidja. Izvira iz 5. stoletja. Govorilo se je, da je bil Filip pokopan v središču stavbe in čeprav je bil njegov grob pred kratkim razkopan, natančne lokacije še niso ugotovili . Martirij je zgorel konec 5. ali v začetku 6. stoletja, kar potrjujejo ognjeni znaki na stebrih. Filip naj bi bil v Hierapolisu mučen tako, da je bil križan obratno  ali so ga z drevesa obesili za gležnje.
Običajno je, da se martirij imenuje po krščanskem apostolu Filipu, vendar že od nekdaj obstaja spor glede dejanske identitete Filipa iz Hierapolisa. Ta zmešnjava se je začela s poročilom Polikrata Efeškega v njegovi Evzebijevi cerkveni zgodovini in v njegovem kontroverznem pismu, ki ga je konec 2. stoletja napisal Viktorju Rimskemu. V pismu poroča, da grob Filipa  in njegovih dve leti starih deviških hčerk v (frigijski) Hierapolis; v Efezu je bila pokopana tretja hči, ki je živela v Svetem Duhu. S tem bi lahko primerjali pričevanje Klemena Aleksandrijskega, ki po naključju govori o Filipu apostolu.
Po drugi strani pa Prokl, eden od sogovornikov v Dialogu o Kaju, v pisanju nekoliko poznejšega datuma kot v Polikratovem pismu, omenja »štiri prerokinje, hčere Filipa iz Hierapolisa v Aziji, katerih grob in grobnica njihovega očeta je bila videti tam«, kjer omenjanje hčera, ki prerokujejo, identificira osebo, ki je bila mišljena s Filipom iz Del. [29] Zgodnja tradicija pravi, da je bil ta Filip mučen z obešenjem v Frigiji [30] in je bil znan tudi kot Filip apostol. Razloge za odpravo evangelistične identifikacije in za domnevo, da je bil Filip, ki je živel v Hierapolisu apostol, navaja Lightfoot, Colossians (2). [31] Novo potrditev njegovega stališča je prineslo odkritje napisa v Hierapolisu, ki kaže, da je tamkajšnja cerkev posvečena spominu »na svetega in slavnega apostola in teologa Filipa«.
Martirij je imel posebno zasnovo, ki jo je verjetno izvedel arhitekt bizantinskega cesarja. Osrednja osmerokotna struktura s premerom 20 metrov pod leseno kupolo je bila prekrita s svinčenimi ploščami. Obdana je bila z osmimi pravokotnimi sobami, od katerih je vsaka dostopna preko treh lokov. Štiri so bile uporabljene kot vhodi v cerkev, ostale štiri kot kapele. Prostor med osmimi sobami so zapolnile šesterokotne kapele s trikotno apsido. Kupola nad apsido je bila okrašena z mozaiki. Celotno zgradbo je obdala arkada z marmornatimi stebri. Vse stene so bile prekrite z marmornatimi ploščami.
Leta 2011 je bilo objavljeno, da je bil mogoče odkrit Filipov grob približno 40 metrov od martirija.

### Antični bazen
Zlasti v obdobju rimskega cesarstva je bil Hierapolis in njegovo mesto zdraviliški center. V tistih letih je na kopeli hodilo na tisoče ljudi. Današnji antični bazen je oblikoval potres, ki se je zgodil v 7. stoletju našega štetja. Med potresom je padel marmornati portik z jonskim okrasjem.

### Kleopatrin bazen
Voda v termalnem bazenu ima 36–57 ° C, pH vrednost 5,8, vrednost radona pa 1480 pCi / l. Zdraviliška voda vsebuje bikarbonat, sulfat in ogljikov dioksid ter železo in radioaktivno kombinacijo. Voda v tem  izviru je primerna za prhanje in pitje, vrednost taline je 2430 MG / liter.

### Kopeli
Drugi niz kopeli je bil zgrajen zunaj severnih vrat na začetku 3. stoletja našega štetja. Ta stavba je bila v zgodnji krščanski dobi spremenjena v cerkev (približno 5. stoletje). Zdi se, da so imele stavbe obložene obokane strope in da so bile dvorane okrašene z marmornatimi ploščami.

## Muzej
Rimsko kopališče, ena največjih zgradb antičnega mesta Hierapolis, se od leta 1984 uporablja kot mesto arheološkega muzeja Hierapolis.
V tem muzeju je poleg zgodovinskih artefaktov, ki so jih našli v Hierapolisu, nekaj primerov iz Laodiceje, Colossae, Tripolisa, Attude in drugih mest v dolini Lycos (Çürüksu). Poleg teh ima muzej tudi velik oddelek, namenjen predmetom, ki so ga našli pri Beycesultanu Hüyük in ima nekaj najlepših primerov obrti iz bronaste dobe.
Artefakti, ki so prišli iz regij Karia, Pizidija in Lidija, so tudi na ogled v tem muzeju. Razstavni prostor muzeja je sestavljen iz treh zaprtih območij kopeli Hierapolis in odprtih površin na vzhodni strani, za katere je znano, da so se uporabljali kot knjižnica in gimnazij. Artefakti na odprtem razstavnem prostoru so večinoma marmor in kamen.

### Galerija grobnic in kipov
Ta soba vsebuje najdbe iz izkopavanj v Hierepolisu in Laodiceiji, vključno s sarkofagi, kipi, nagrobniki, podstavki, stebri in napisi. Med temi so kipi Tihe, Dioniza, Pana, Asklepija, Izide, Demetre in Triona, ki so bili, čeprav so jih naredili Rimljani, navdihnjena s helenistično tradicijo. Posebej zanimivi so prikazi lokalnih običajev na družinskih grobnicah.
Najlepši primeri sarkofagov iz terakote so značilni za to območje. Eno najdragocenejših umetniških del v je sarkofag, ki je pripadal nekemu Arhomu, vrste Sidemare. Na njem je napis Maksimilijan in je najlepše delo, ki izhaja iz starodavnih mest.. 

### Galerija drobnih predmetov
V tej sobi so majhne najdbe več civilizacij zadnjih 4000 let. Te najdbe, ki so prikazana v kronološkem zaporedju so iz mnogih arheoloških najdišč v Denizliju in okolici. Najdbe iz Beycesultan Höyüka so še posebej pomembne. Našli so jih pri izkopu, ki ga je opravil Britanski inštitut za arheologijo, vključujejo idole, sklede, libacijske skodelice, pečate in druge kamnite predmete. V drugih delih prostora so razstavljeni predmeti iz frigijskega, helenističnega, rimskega in bizantinskega obdobja, kot so steklene skodelice, ogrlice, dragi kamni (v obliki obročev, zapestnic, uhanov in tako naprej) ter lončene posode. Ta soba vsebuje tudi pomembno zaporedje starodavnih kovancev, razporejenih po kronološkem zaporedju. Najstarejši kovanci so iz 6. stoletju našega štetja, prikaz pa sega skozi helenistično, rimsko, bizantinsko, seldžuško in osmansko obdobje z kovanci iz zlata, srebra in brona.

### Gledališče
V tej sobi so razstavljena okrasna dela gledališča Hierapolis, ki so jih večina restavrirali. Nekateri reliefi kulise ostajajo na mestu, nekatere dele pa so nadomestili s kopijami. V sobi so reliefi, posvečeni mitu o Apolonu in Artemidi, Dionizu in kronanju rimskega cesarja Septimija Severa. Obstajajo upodobitve Hadove ugrabitve Perzefone, Apolona, Leto, Artemide in Hada ter kipi sfing. Na ogled so kipi, ki spominjajo na Atala in Evmena. Videti je napise, ki opisujejo kronanje boginje Hierapolisa in sklepe skupščine o gledališču.